# Sergio Goycochea
Pour les articles homonymes, voir Goycochea.
Sergio Javier Goycochea est un footballeur argentin, né le 17 octobre 1963 à Buenos Aires.

## Biographie
Jouant au poste de gardien de but, Goycochea est la révélation de la Coupe du monde 1990 en Italie. Voué à jouer les doublures, il rentre en jeu dès le deuxième match contre l'Union soviétique, à la suite de la grave blessure du gardien titulaire Nery Pumpido (jambe fracturée). Impérial dans le jeu, Goycochea se fait également durant le tournoi une réputation de spécialiste des pénalties, après que l'Argentine élimine la Yougoslavie puis l'Italie dans la séance des tirs au but. Contre la Yougoslavie, il arrête les tirs de Faruk Hadžibegić et Dragan Stojković. Contre l'Italie, ce sont Roberto Donadoni et Aldo Serena qui ratent leur tentative face au portier argentin. Ironiquement, c'est sur un pénalty de l'Allemand Andreas Brehme que l'Argentine échoue en finale (0-1).
Son épopée lors de cette Coupe du monde est assez chanceuse, puisqu'au départ, le deuxième gardien de la sélection se nomme Luis Islas. Mais ce dernier décline l'invitation au dernier moment, frustré d'être le remplaçant de Pumpido et Sergio se voit promu en tant que second gardien avec la réussite que l'on sait.
Quelques mois après la Coupe du monde en Italie, Goycochea remporte la Copa América 1991. L'Argentine et son gardien brillent en Bolivie, l'Albiceleste n'encaissant que 4 buts durant toute la compétition. Deux ans plus tard, en Équateur, les Argentins confirment leur supériorité sur le continent sud-américain en remportent de nouveau la compétition (ils battent le Mexique en finale 2 à 1). Goycochea n'encaisse encore que quatre buts durant les matchs qui mènent l'Argentine au sacre.
En 1994, la situation a changé : il ne joue aucun match lors de la phase finale de la Coupe du monde aux États-Unis, étant remplacé par Islas au poste de gardien titulaire, l'entraîneur Alfio Basile préférant laisser Sergio sur le banc, du fait de quelques bourdes lors des matchs de qualification et de préparation à la Coupe du monde.
Sergio Goycochea joue quelques mois en France, au Brest Armorique FC (aujourd'hui devenu le Stade brestois 29), alors en deuxième division après une rétrogradation administrative. Il succède à Bernard Lama, parti au RC Lens. Arrivé durant l'été 1991 en Bretagne, le gardien débute lors d'un match face au Stade lavallois. Goycochea incorpore un effectif entraîné par Slavoljub Muslin et dans lequel évoluent des joueurs tels que David Ginola, Corentin Martins ou Stéphane Guivarc'h. Mais au mois de novembre, le club fait faillite. Le Brest Armorique est rétrogradé une nouvelle fois (en troisième division) et perd son statut professionnel. L'Argentin rejoint alors le club paraguayen de Cerro Porteño.
Après sa carrière de joueur, Sergio Goycochea se reconvertit dans le journalisme sportif.

## Clubs
- :  Lima Buenos Aires
- 1979-1982 :  Defensores Unidos
- 1983-1988 :  River Plate
- 1988-1990 :  CD Los Millonarios
- 1990-1991 :  Racing Club
- 1991- Oct 1991 :  Brest Armorique FC
- 1992 :  Cerro Porteño
- 1992-1993 :  Club Olimpia
- 1993-1994 :  River Plate
- 1994-1995 :  Deportivo Mandiyu
- 1995-1996 :  SC Internacional
- 1996-1997 :  CA Vélez Sársfield
- 1997-1998 :  Newell's Old Boys

## Palmarès
- 44 sélections avec l'Argentine entre 1987 et 1994
- Vainqueur de la Copa América en 1991 et 1993 avec l'Argentine
- Vainqueur de la Coupe des confédérations 1992 avec l'Argentine
- Finaliste de la Coupe du monde 1990 avec l'Argentine
- Vainqueur de la Copa Libertadores en 1986 avec River Plate
- Vainqueur de la Coupe intercontinentale en 1986 avec River Plate
- Vainqueur de la Copa Interamericana en 1987 avec River Plate
- Champion d'Argentine en 1986 avec River Plate
- Champion de Colombie en 1988 avec Los Millonarios
- Champion du Paraguay en 1993 le Club Olimpia